# Diego José Abad
 (juin 2015).
Si vous disposez d'ouvrages ou d'articles de référence ou si vous connaissez des sites web de qualité traitant du thème abordé ici, merci de compléter l'article en donnant les références utiles à sa vérifiabilité et en les liant à la section « Notes et références ».
Pour les articles homonymes, voir Abad.
Diego José Abad (né à Hacienda La Lagunita près de Jiquilpan, Mexique, le 1er juin 1727 et mort le 30 septembre 1779 à Bologne, Italie) est un théologien, poète et écrivain mexicain. Fils de Pedro Abad, espagnol péninsulaire et de Teresa Sanchez. Il étudia la philosophie au Colegio de San Ildefonso, à Mexico. À un âge précoce, le 24 juillet 1741, il entra dans la Compagnie de Jésus. Il fut directeur du Collège de Querétaro.
Lorsque les Jésuites furent expulsés en 1767, Il fut exilé en Italie et s'installa à Ferrare. Il laissa quelques notes en sciences exactes, traduisit les Bucoliques de Virgile et écrivit en italien un Traité de la connaissance de Dieu. Après sa mort fut publiée l'édition définitive de son œuvre la plus diffusée, De Deo heroica carmina, une somme théologique unique écrite en vers latins.